# Monte Macchia Gelata
Il Monte Macchia Gelata, 1.258 m., è una delle cime dei monti Sabini, nel Lazio, nella provincia di Rieti, nei territori comunali di Casperia, dove si trova la cima, Roccantica e Rieti.